# Борне-Сулиново
Борне-Сулиново (пол. Borne Sulinowo, нем. Groß Born) — город в Польше, входит в Западно-Поморское воеводство, Щецинецкий повят. Имеет статус городско-сельской гмины. Занимает площадь 18,15 км². Население — 4 914 человек (на 2014 год).

## История
Статус города получил 15 сентября 1993 года. 
До 1992 года являлся основным местом дислокации 6-й гвардейской мотострелковой Витебско-Новгородской дважды Краснознамённой дивизии, входящей в состав Северной группы войск. В 1992 году дивизия выведена в Тверь. 

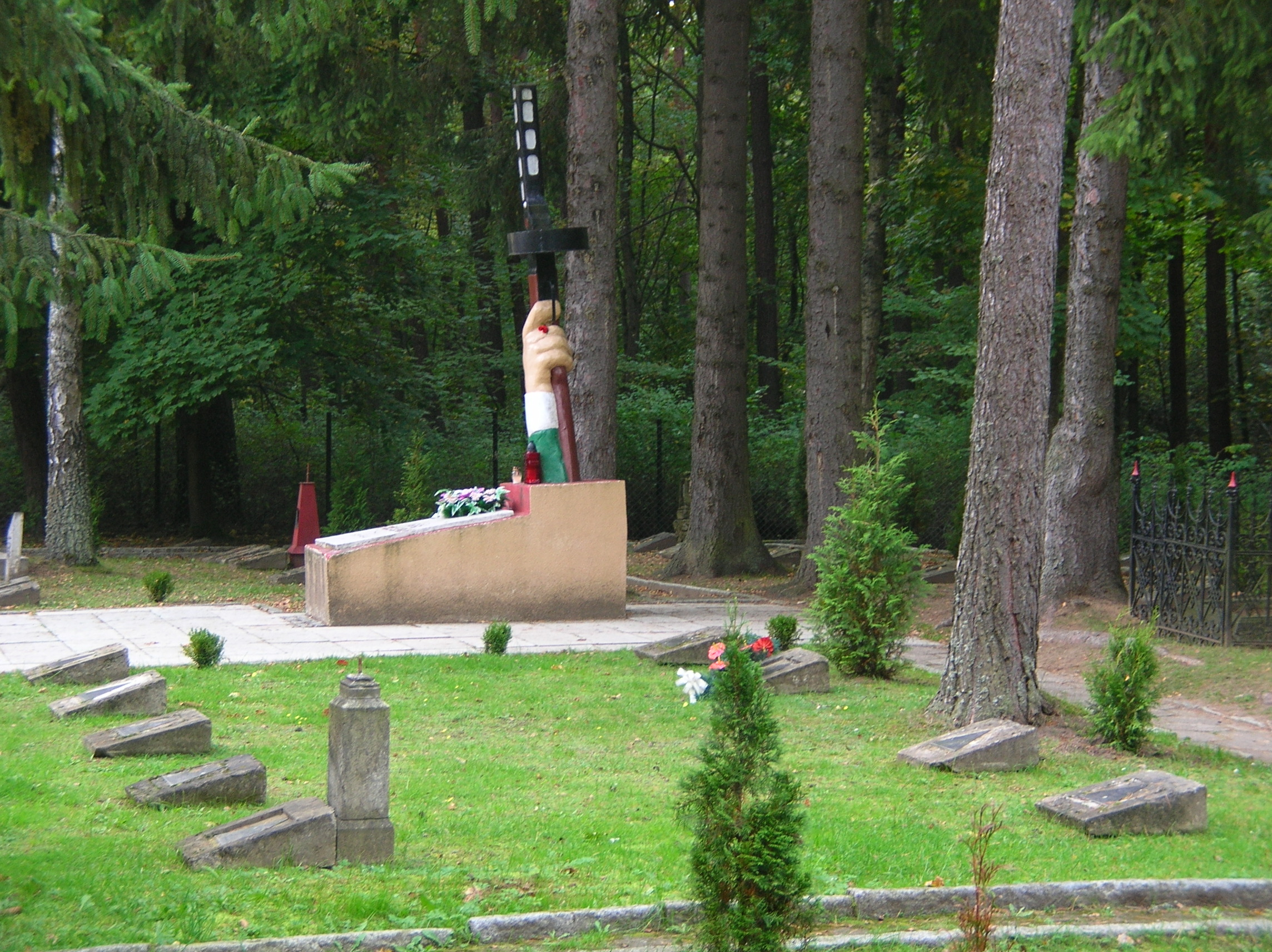
Советское военное кладбище